# Norra Karelens valkrets

Norra Karelens valkrets var en valkrets i Finland vid riksdagsval som omfattade Norra Karelen. Inför riksdagsvalet 2015 slogs den ihop med Norra Savolax valkrets och bildade en ny valkrets med namnet Savolax-Karelens valkrets.

## Riksdagsledamöter 2011-2015

### Centern i Finland(2)
- Eero Reijonen
- Anu Vehviläinen

### Finlands Socialdemokratiska Parti(2)
- Riitta Myller
- Merja Mäkisalo-Ropponen

### Samlingspartiet(1)
- Pekka Ravi

### Sannfinländarna(1)
- Osmo Kokko